# Адмиралтейская площадь (Воронеж)
Адмиралте́йская пло́щадь — площадь в Воронеже, расположенная на Петровской набережной в Центральном районе.

## История
Адмиралтейская площадь была торжественно открыта 7 сентября 1996 года, на День города, к 300-летию российского флота. В память о строительстве флота установлены ростральная колонна и триумфальная арка. Оформление площади выполнено по проекту, разработанному архитектором А. И. Ан в творческой мастерской главного художника города A. M. Яновского. В комплекс площади вошёл Успенский Адмиралтейский храм, построенный в конце XVII века.
В 2014 году у площади пришвартован корабль-музей Гото «Предестинация».
На площади проводятся массовые гуляния и праздничные концерты.

## Галерея

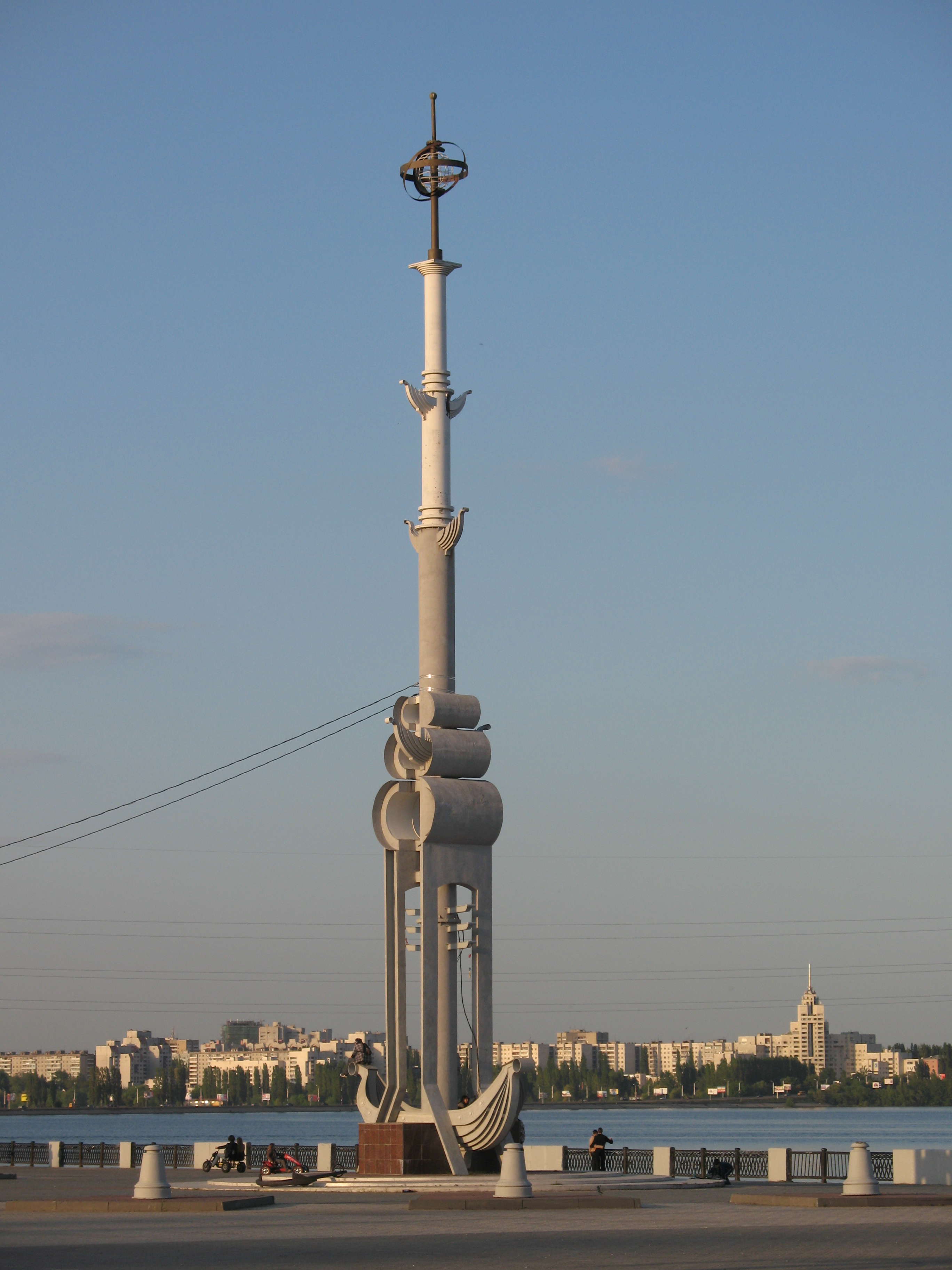
Ростральная колонна
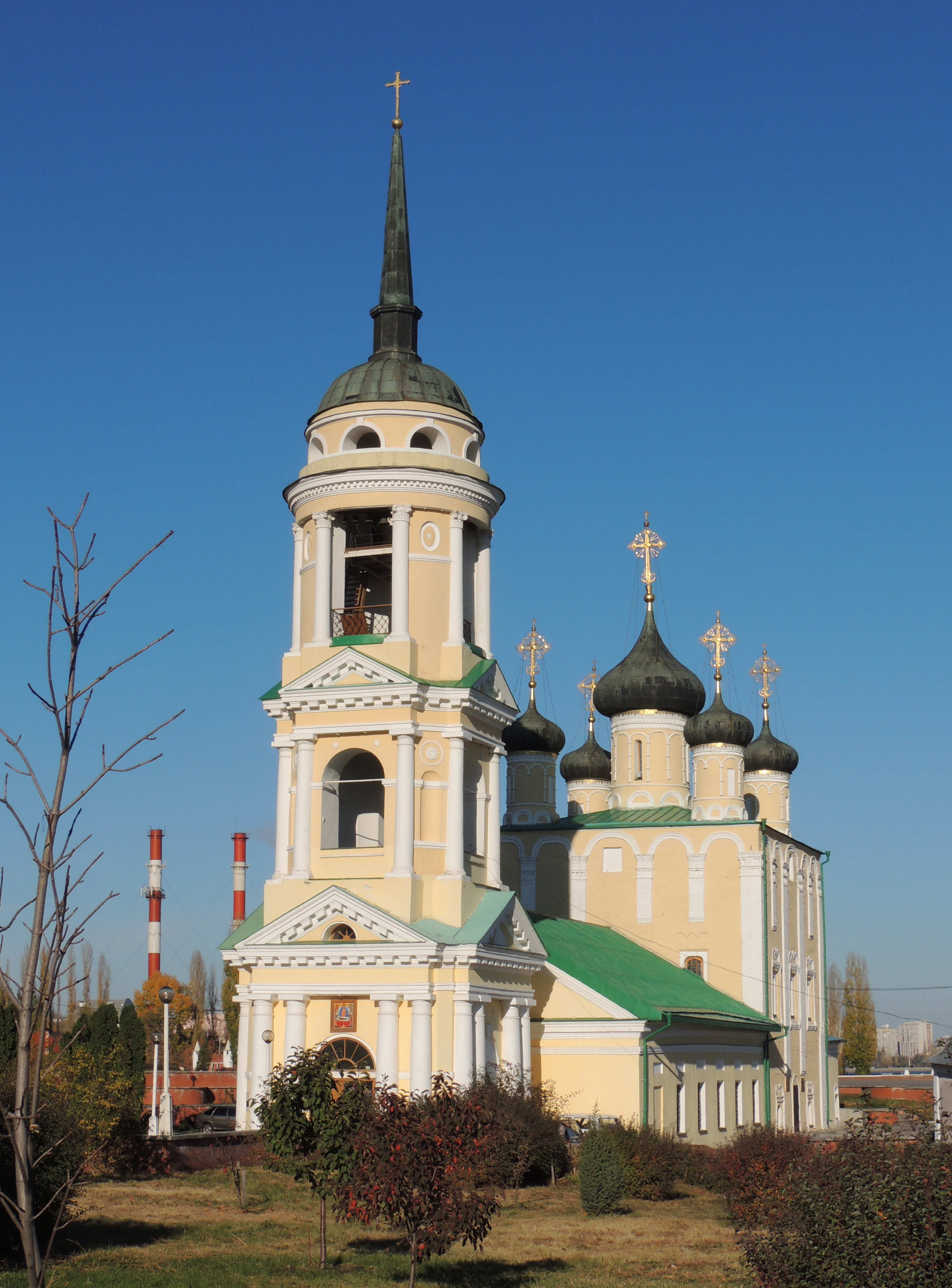
Успенский Адмиралтейский храм
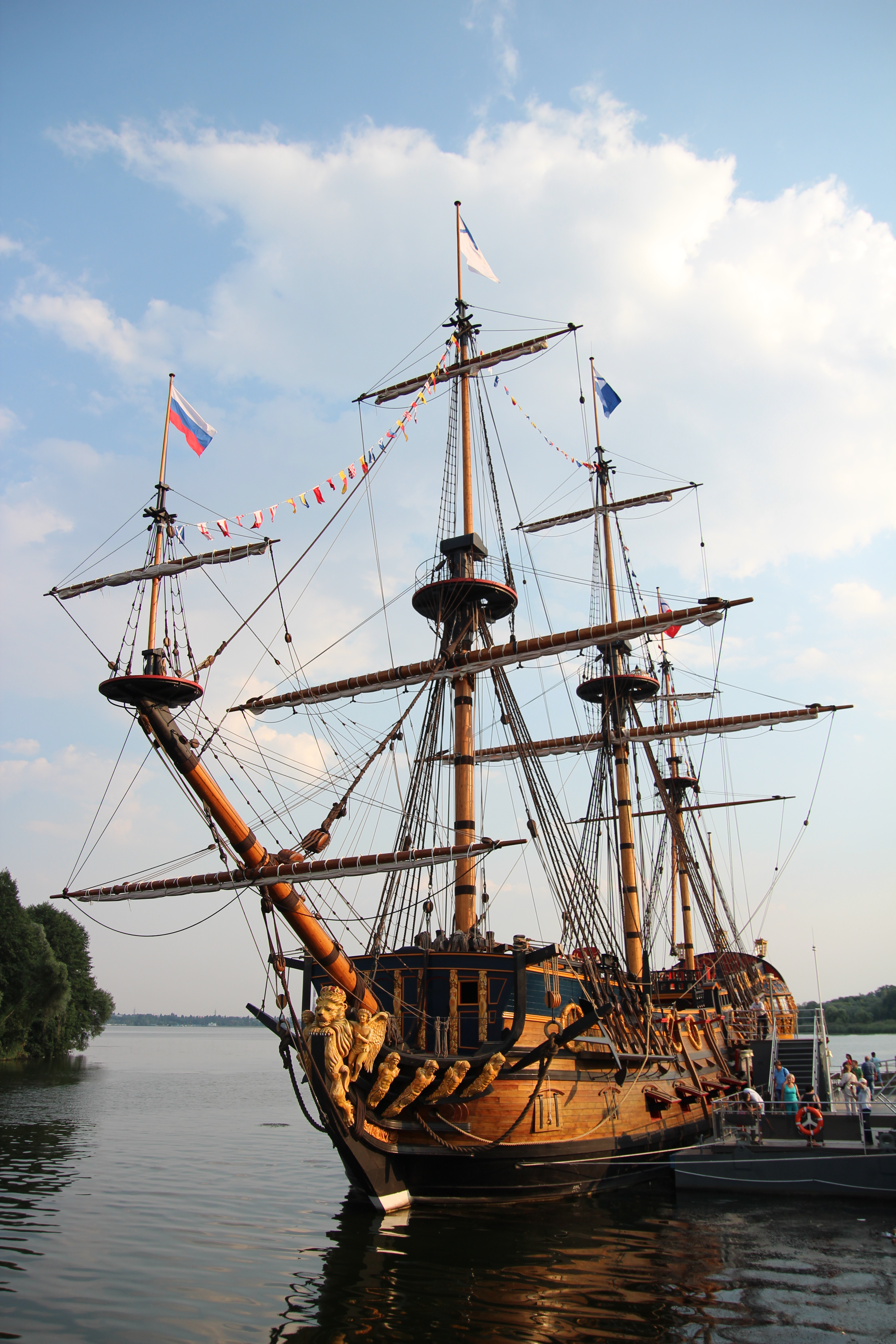
Корабль-музей Гото «Предестинация»